# Liste von Persönlichkeiten der Gemeinde Vaduz
Dies ist eine Liste von Persönlichkeiten der Gemeinde Vaduz. Die Liste erhebt keinen Anspruch auf Vollständigkeit.

## Söhne und Töchter der Gemeinde
Folgende Persönlichkeiten sind in der Gemeinde geboren. Die Auflistung erfolgt chronologisch nach Geburtsjahr. Ob sie ihren späteren Wirkungskreis in Vaduz hatten oder nicht, ist dabei unerheblich.

### 16. Jahrhundert
- Karl Ludwig Ernst von Sulz (1595–1648), Landgraf im Klettgau und Hofrichter am Hofgericht in Rottweil

### 17. Jahrhundert
- Franz Rudolph von Hohenems (1686–1756), kaiserlich-österreichischer Feldmarschall, General der Kavallerie

### 19. Jahrhundert
- Karl Schädler (1804–1872),  Politiker
- Josef Anton Amann (1823–1891), Gerber und Politiker
- Josef Gabriel Rheinberger (1839–1901), Komponist und Musikpädagoge
- Meinrad Ospelt (1844–1934), Politiker (FBP)
- Rudolf Schädler (1845–1930), Arzt und Politiker
- Albert Schädler (1848–1922), Arzt und Politiker
- Carl Schädler (1850–1907), Ingenieur, Landtagsabgeordneter und Mäzen
- Hermine Rheinberger (1864–1932), Schriftstellerin
- Egon Rheinberger (1870–1936), Bildhauer, Maler und Architekt
- Franz Roeckle (1879–1953), deutscher Architekt, Planer des Vaduzer Rathauses
- Josef Ospelt (1881–1962), Politiker (FBP)
- Ferdinand Nigg (1893–1957), Politiker (VP, LHD, VU)
- David Strub (1897–1985), Politiker (FBP)

### 20. Jahrhundert
- Josef Meier (1901–1959), Posthalter in Eschen, Politiker (FBP), Mitglied der Regierung des Fürstentums
- Rudolf Amann (1902–1960), Wirt und Politiker (VU)
- Rudolf Schädler (1903–1990), Komponist, Holzbildhauer und Hotelier
- Meinrad Ospelt (1906–1983), Politiker (FBP)
- Hans Rheinberger (1911–1980), Architekt und Denkmalschützer
- Quido Wolf (1924–1994), Sportschütze
- Ivo Beck (1926–1991), Rechtsanwalt, Politiker (VU) und Staatsgerichtshofspräsident
- Herbert Batliner (1928–2019), Rechtsanwalt und Finanztreuhänder
- Hilmar Ospelt (1929–2020), Politiker (FBP)
- Adolf Fehr (1940–2022), Skirennläufer
- Franz Biedermann (* 1946), Zehnkämpfer
- Xaver Frick (* 1946), Mittelstreckenläufer
- Wolfgang Haas (* 1948), römisch-katholischer Geistlicher, erster Erzbischof des Erzbistums Vaduz
- Hugo Marxer (* 1948), Künstler, Bildhauer und Maler
- Guido Meier (* 1948), Rechtsanwalt und Politiker (FBP)
- Volker Rheinberger (* 1948), Chemiker, Manager und Politiker (VU)
- Walter Hartmann (* 1949), Zahnarzt und Politiker (VU)
- Hanna Roeckle (* 1950), in Liechtenstein und in der Schweiz lebende und arbeitende Künstlerin
- Peter Lampert (1951–2015), Politiker (FBP)
- Marlies Amann-Marxer (* 1952), Politikerin (VU)
- Norbert Seeger (* 1953), Rechtsanwalt
- Helmut Konrad (* 1954), Lehrer und Politiker (FBP)
- Günther Fritz (* 1956), Journalist und Politiker
- Michael Donhauser (* 1956), österreichischer Schriftsteller
- Rainer Hasler (1958–2014), Fussballspieler
- Ruth Ospelt (* 1959), Sportfunktionärin
- Harry Quaderer (* 1959), Politiker
- Heinz Frommelt (* 1960), Rechtsanwalt und Politiker (VU)
- Roland Moser (* 1962), Fussballspieler
- Hubert Hilti (* 1963), Skirennläufer
- Fabio Corba (* 1964), Maler, Bildhauer, Journalist und Buchautor
- Daniel Hilti (* 1965), Politiker und Pädagoge
- Wolfgang Ospelt (* 1965), Fussballspieler
- Hugo Quaderer (* 1965), Politiker (VU)
- Frank Konrad (* 1967), Unternehmer und Politiker (VU)
- Rolf Sele (* 1967), Fussballspieler
- Franz Schädler (* 1968), Fussballspieler
- Armin Heidegger (* 1970), Fussballspieler
- Franco Rotunno (* 1970), Fussballspieler
- Philipp Beck (* 1970 oder 1972), Fussballspieler
- Marco Felder (* 1974), Rennrodler
- Jürgen Ospelt (* 1974), Fussballspieler
- Oliver Indra (* 1974), Politiker (DpL), Lehrer und Volleyballspieler
- Markus Ganahl (* 1975), Skirennläufer
- Mark Walser (* 1975), Fussballspieler
- Thomas Hanselmann (* 1976), Fussballspieler
- Andy Konrad (* 1981), Schauspieler, Kabarettist und Theaterproduzent
- Marina Nigg (* 1984), Skirennläuferin
- Jessica Walter (* 1984), Skirennläuferin
- Raphael Rohrer (* 1985), Fussballspieler
- Philippe Erne (* 1986), Fussballspieler
- Mathias Christen (* 1987), Fussballspieler
- Sebastian Schädler (* 1987), Politiker (FBP)
- Tina Weirather (* 1989), Skirennläuferin
- Marco Wolfinger (* 1989), Fussballspieler
- Lucas Eberle (* 1990), Fussballspieler
- Daniel Rinner (* 1990), Radrennfahrer
- Stephanie Vogt (* 1990), Tennisspielerin
- Philipp Hälg (* 1991), Skilangläufer
- Julia Hassler (* 1993), Schwimmerin
- Christoph Meier (* 1993), Schwimmer
- Sandro Wieser (* 1993), Fussballspieler
- Kathinka von Deichmann (* 1994), Tennisspielerin
- Colin Haas (* 1996), Fussballspieler
- Claudio Majer (* 1996), Fussballspieler
- Dennis Salanović (* 1996), Fussballspieler
- Livio Meier (* 1998), Fussballspieler
- Rafael Grünenfelder (* 1999), Fussballspieler
- Marco Marxer (* 1999), Fussballspieler
- Manuel Mikus (* 1999), Fussballspieler
- Noah Frommelt (* 2000), Fussballspieler

### 21. Jahrhundert
- Lukas Graber (* 2001), Fussballspieler
- Noah Graber (* 2001), Fussballspieler
- Ferhat Saglam (* 2001), liechtensteinisch-türkischer Fussballspieler
- Gabriel Foser (* 2002), Fussballspieler
- Simon Lüchinger (* 2002), liechtensteinisch-schweizerischer Fussballspieler
- Andrin Netzer (* 2002), Fussballspieler
- Liam Kranz (* 2003), Fussballspieler

## Ehrenbürger der Gemeinde Vaduz
- 1914: Ferdinand Böhm von Bawenberg († 1923), Fürstlicher Hofrat[1]
- 1957: Josef Henny (1886–1964), Schweizer römisch-katholischer Geistlicher, 1932–1960 Pfarrer in Vaduz[2]
- 1977: David Strub (1897–1985), Politiker (FBP) und von 1942 bis 1966 Bürgermeister von Vaduz